# جايسون جرام
جايسون جرام (بالإنجليزية: Jason Gram)‏ هو لاعب كرة قدم أسترالية أسترالي، ولد في 27 أبريل 1984 في فيكتوريا في أستراليا.

## وصلات خارجية
- جايسون جرام على موقع AustralianFootball.com (الإنجليزية)
- جايسون جرام على موقع AFLtables.com (الإنجليزية)